# Э (паровоз)
Э (прозвища — Эховский, Эхо, Эшка, Эшак) — российский и советский грузовой паровоз, первый в России паровоз типа 0-5-0.
Модель разработана в 1909 году по заказу частной Владикавказской железной дороги инженером путей сообщения Вацлавом Лопушинским. Заметную роль в истории паровоза серии Э сыграл профессор Н. Л. Щукин, который, будучи товарищем министра путей сообщения и председателем Комиссии подвижного состава и тяги при Инженерном совете МПС, сопротивлялся по мере сил его появлению на свет и тормозил внедрение, всячески содействуя продвижению своего паровоза.
Однако последовательное ужесточение им требований к проекту Э, несомненно, способствовало его улучшению — хотя застопорило начало выпуска Э на казённых заводах не менее чем на три года (с 1909 по 1912). Более того, по настоянию Щукина на всех казённых заводах параллельно с выпуском Э сохранялся и совершенно уже бесцельный выпуск серии Щ — вплоть до 1918 года.
Паровозы семейства Э (Эш, Эг, Эу, Эм и Эр) выпускались с 1912 по 1957 год включительно. В течение всего периода производства базовый проект паровоза серии Э последовательно улучшался, в качестве конструктивных разновидностей (подтипов) и подсерий. С 1947 года крупносерийное производство паровозов серии ЭР (по проекту П28 Коломенского завода) для сети дорог СССР было развёрнуто в Польше, Венгрии, Чехословакии, Румынии, где в конструкцию вносились улучшения с учётом опыта эксплуатации и местных технологических особенностей производства.
В первый период индустриализации СССР (1925—1935 гг.), паровозы серии Э всех индексов (Эв/и) являлись основным типом грузового локомотивного парка, выполняли основной объём грузоперевозок на сети дорог страны, за исключением Туркестано-Сибирской, Красноярской, Дальневосточной и Приморской железных дорогах.
В переходный период реконструкции железнодорожного транспорта СССР (1935—1936 гг.) по инициативе наркома путей сообщения Л. М. Кагановича (в рамках стахановско-кривоносовского движения на транспорте) паровозы серии ЭМ использовались в ускоренных «прямых» поездах на линиях Донбасс — Москва и Донбасс — Ленинград вплоть до ввода в эксплуатацию на этих линиях более мощных и быстроходных паровозов серии ФД.
Андрей Платонов в своём рассказе «Старый механик» пишет о паровозе серии «Э» как о члене семьи железнодорожника:

Семья Петра Савельича была небольшая: она состояла из него самого, его жены и паровоза серии «Э», на котором работал Петр Савельич. Детей у них долго не было: родился давно один сын, но он пожил недолго и умер от детской болезни, а больше никто у них не рожался. — Андрей Платонов «Избранные произведения в 2 томах» 1978 .
В годы Великой Отечественной войны из паровозов серии Эв/и формировались колонны паровозов особого резерва Наркома путей сообщения для бесперебойного обеспечения, главным образом, воинских перевозок в условиях отрыва от основных и оборотных депо, на прифронтовых линиях, подвергающихся интенсивному разрушающему воздействию со стороны авиации противника и ускоренному восстановлению. Таким образом, относительно простые конструктивно, но достаточно мощные и быстроходные грузовые паровозы серии Э(в/и), сыграли важную роль в обеспечении победы Советского Союза в Великой Отечественной войне.
Вообще, вклад паровозов семейства Э в историю СССР огромен. Они работали на протяжении почти всего XX в., пройдя и Первую мировую, и Гражданскую, и финскую, и Великую Отечественную, стали участниками всех побед и поражений. А по количеству локомотивов серии (около 11 тысяч) и по общей продолжительности выпуска паровоз Э является абсолютным рекордсменом в истории мирового паровозостроения.
Многие паровозы серии Э стали памятниками боевой и трудовой славы, являются объектами культурного наследия народов России.

## Предыстория создания типа 0−5−0
Первый в мире паровоз с осевой формулой 0−5−0 был спроектирован и построен в 1900 году, под руководством австрийского инженера-конструктора Карла Гёльсдорфа, для австрийских железных дорог. Предварительно в 1890-х годах Гельсдорф, используя работы немецкого инженера Рихарда фон Гельмгольца создал для австрийских железных дорог ряд паровозов типа 0-4-0 и 1-4-0. В экипажной части этих паровозов использовались возвращающие механизмы, которые позволяли значительные разбеги (поперечные перемещения) движущих осей, что улучшало их вписывание в кривые. Конструкция ходовых частей и возвращающих механизмов этих паровозов вполне удовлетворительно проявила себя в эксплуатации, как по плавности хода на прямолинейных участках пути, так и по отсутствию распора пути в кривых малого радиуса.
Возможность постройки экипажной части паровоза классической схемы с пятью движущими осями в одной жёсткой раме открыла во всём мире новые перспективы: значительное увеличение массо-габаритных параметров, увеличение мощности и тяговых характеристик. В частности, для североамериканского паровозостроения европейский тип 0-5-0 открыл перспективы развития из типа 1-4-0 типов 1-5-0 («Декапод») и 2-5-0 («Мастодонт»); а из типа 1-4-1 («Микадо») — 1-5-1 («Санта-Фе»).
В этот период русская школа паровозостроения развивалась, в основном, на основе изучения достижений европейской школы паровозостроения, в частности, немецкого. Относительно слабое верхнее строение пути дорог Российской Империи вступало в противоречие с потребностью увеличить грузопотоки, что ощущалось, в первую очередь, на частных железных дорогах, стремившихся применить рельсы более тяжёлого типа и искавших возможности увеличения мощности и силы тяги паровозов своего парка. Паровозы типа 1-4-0 серии Щ обеспечивали лишь увеличение силы тяги паровоза по котлу при сохранении и сцепного веса, и силы тяги по сцеплению на уровне паровозов типа 0-4-0 благодаря использованию одноосной бегунковой тележки системы американского инженера и изобретателя Леви Бисселя.
Паровозы типа 1-4-0 серии Щ за счет использования котла повышенной мощности превосходили серии Оч и Ов (типа 0-4-0) в скорости ведения состава на установившихся подъёмах, тем самым обеспечивая увеличение средней коммерческой скорости грузовых поездов при неизменном нормированном весе составов, так как сохранялось присущее четырехосному экипажу ограничение по силе тяги и реализуемой мощности машины. Поэтому предполагалось, что новый грузовой тип 0−5−0, сохраняя приемлемую осевую нагрузку на рельсы, по сравнению с типом 1-4-0 обеспечит одновременно и возможность установки более тяжёлого (и более мощного) котла, и увеличение сцепного веса, а значит, позволит реализовать бо́льшую силу тяги по сцеплению и применить более мощную машину. При этом требовалось обеспечить экипажу 0-5-0 приемлемую конструктивную скорость и возможность безопасного вписывания в имеющиеся кривые. Широкое внедрение нового типа 0-5−0 на всей сети дорог России неизбежно влекло за собой перепрофилирование производства на всех паровозостроительных заводах, в то время уже технологически настроенных на крупносерийное производство паровозов типа 1−4−0; это требовало значительных дополнительных капиталовложений. Данные соображения, а также опасения того, что новый тип 0-5−0 будет слишком тихоходным, явились основной причиной изначально критического отношения к новому типу 0−5−0 на уровне щукинской комиссии МПС.

## Проектирование

### Эскизное проектирование
Впервые применить на Российских железных дорогах паровозы типа 0-5-0 предложили в 1905 году инженеры Юго-Восточных железных дорог, однако выполненный ими эскизный проект такого паровоза был отклонён. В последующие годы вопрос о постройке таких паровозов поднимался Рязано-Уральской и Московско-Казанской дорогами, имевшими тяжёлый по сравнению с другими дорогами профиль пути. Однако решение о постройке паровозов этого типа не было принято из-за приверженности Н. Л. Щукина, занимающего пост товарища (заместителя) министра путей сообщения, паровозам собственной разработки типа 1-4-0 серии Щ, устаревшим уже к моменту начала выпуска. Формальным поводом стала неизученность вопроса о вписывании в кривые локомотива с пятью движущими осями.
В 1909 году Владикавказская железная дорога вновь выдвинула вопрос о постройке таких паровозов — в связи с ростом грузооборота требовалось увеличивать вес поездов, но паровозы с четырьмя движущими осями и сцепным весом 64 тонны уже не могли этого обеспечить, в то же время повышать осевую нагрузку паровозов было нельзя из-за слабого верхнего строения пути. В первую очередь это касалось линии Тихорецкая — Царицын, где разъезды уже позволяли принимать более длинные и тяжёлые поезда. Единственным решением в этой ситуации был переход к паровозам с пятью движущими осями.

### Эскизный проект Владикавказской железной дороги
В 1909 году эскизный проект паровоза типа 0-5−0 был составлен начальником службы тяги Владикавказской дороги М. Е. Правосудовичем и заведующим техническим бюро этой службы выдающимся инженером В. И. Лопушинским. Паровоз типа 0-5−0 предназначался для товарной службы, должен был иметь: топку А. Бельпера, площадь колосниковой решётки 4 м², испаряющая поверхность нагрева 164 м², двухоборотный пароперегреватель немецкого инженера Вильгельма Шмидта (1858—1924) с поверхностью нагрева 45 м²; двухцилиндровую машину простого действия (диаметр цилиндров 590 мм, ход поршня 700 мм), диаметр движущих колёс — 1300 мм, ведущая колёсная пара — 4-я, бандажи всех движущих колёсных пар с полнопрофильными гребнями (ребордами). Эскизный проект сопровождался обстоятельной пояснительной запиской, содержание которой основывалось на изучении работы паровозов этого типа на дорогах Западной Европы, где, в частности, на австрийских дорогах к этому времени работало уже 300 паровозов типа 0−5−0. Благодаря реализации принципа К. Гёльсдорфа, предполагалось, что проектный паровоз типа 0−5−0 сможет хорошо вписываться в кривые радиусом 160 метров. Эскизный проект предусматривал разбеги 1-й, 3-й, и 5-й осей ± 24 мм; ± 15 мм; ± 16 мм соответственно и возвращающие устройства на всех осях, имеющих разбеги.
По сравнению с паровозом типа 1−4−0 серии Щ (испытания которого были завершены к концу 1908 года на Екатерининской железной дороге и показали малую экономичность и пригодность для товаро-пассажирской службы, главным образом, на равнинном профиле), проектный паровоз типа 0-5−0 при большем сцепном весе должен был хорошо вписываться в кривые радиусом до 300 м.
Проект был направлен в Министерство путей сообщения для получения разрешения на постройку. При рассмотрении эскизного проекта комиссией под председательством профессора Н. Л. Щукина высказывались сомнения в хорошей вписываемости паровоза в кривые, но так как по всем данным паровоз должен был иметь хорошие качества в эксплуатации, то решение было положительное. После утверждения Министром путей сообщения решения комиссии паровоз типа 0−5−0 получил право на существование на страх и риск заказчика — Владикавказской железной дороги.
По заказу Владикавказской дороги, эскизный проект паровоза типа 0−5−0 был направлен на Луганский паровозостроительный завод для разработки рабочего проекта (конструктивной проработки) и постройки.

### Рабочее проектирование
В ходе конструктивной разработки чертежей паровоза типа 0-5-0, по эскизному проекту Владикавказской дороги, Луганский завод внёс свои изменения: для облегчения уменьшена толщина стенок топочной части котла; площадь колосниковой решётки увеличена с 4 до 4,2 м², испаряющая поверхность нагрева котла увеличена со 164 до 194,4 м², площадь нагрева пароперегревателя увеличена с 45 до 52,6 м², ось котла была поднята с 2890 до 3100 мм (что позволило увеличить глубину топки); диаметр цилиндров паровой машины увеличен с 590 до 600 мм, диаметр движущих колёс увеличен с 1300 до 1320 мм (толщина бандажей колёсных пар увеличена с 65 до 75 мм); вместо 4-й, ведущей была запроектирована 3-я колёсная пара без гребней, необходимость в дополнительной опоре исчезла. От принципа Гельсдорфа отказались, и на основании положительного опыта работы аналогичных зарубежных паровозов, подвижными осями были сделаны 1-я и 5-я, снабжённые возвращающими устройствами, с разбегом по ± 22 мм. Предложенная впервые инженерами Луганского завода, комбинация поперечных разбегов движущих осей обеспечивала свободное и плавное движение паровоза типа 0-5-0 в кривых радиусом до 150 м.
Завод, рассчитывая на дополнительные заказы, в инициативном порядке разработал ещё два варианта проектов облегченных на 6 тонн паровозов типа 0-5-0, с осевой нагрузкой 16 т, один из вариантов предусматривал установку компаунд-машины двойного расширения. Оба варианта, впервые в практике русского паровозостроения, предусматривали применение в конструкции котла топочной части радиального типа вместо традиционной, более тяжёлой топки Бельпера.
Все три варианта были представлены на рассмотрение в МПС. Так как железные дороги не выразили заинтересованности в облегченных паровозах, а Владикавказская дорога прямо указала, что её устраивает только основной вариант паровоза, то рассматривался только первый вариант. При обсуждении 2 июня 1910 года «Щукинской комиссией» проект подвергся критике.
Председательствующий на заседании Комиссии С. И. Михин говорил, что новые паровозы имеют такую же силу тяги по цилиндрам, как и паровозы серии Щ, а свешивающаяся передняя часть паровоза будет вредно отзываться на спокойствии хода и воздействовать на путь. Недостаток силы тяги по сцеплению паровоза 1-4-0 может быть скомпенсирован усиленной подачей песка под колеса. Увеличение мощности котла паровоза 0-5-0 по сравнению с 1-4-0 мало.
Возражая С. И. Михину, В. И. Лопушинский повторил доводы, изложенные в пояснительной записке и уже представлено на первом заседании:

Ни большие размеры цилиндров, ни даже большая поверхность нагрева котлов не могут одни обеспечить достаточную тяговую силу паровозов, а для этого требуется достаточная нагрузка сцепных осей.
Все избранные размеры и данные для нового паровоза строго вытекают из основного задания — силы тяги в 13,5 т. Все главные размеры новых паровозов 0-5-0 находятся в такой гармонии, какая соблюдалась для проектирования паровоза 1-4-0 Владикавказской дороги, и какая уже нарушена в паровозе 1-4-0 Харьковского завода.— Ломоносов Ю. В. «Паровозы О-5-0 Э, Эш, Эг.» .
Член комиссии М. В. Гололобов присоединился к В. И. Лопушинскому и добавил, что рассчитывать на песок как на средство увеличения коэффициента сцепления, нельзя. Одновременно М. В. Гололобов сделал полезное замечание: «Возможно, что паровозы будут заказываться и для дорог с угольным отоплением. В этом случае глубина топки недостаточна. Следует поднять ось котла с 2890 до 3000 мм».
На том же совещании В. И. Лопушинский внес принципиально новое предложение. По его расчетам, следовало сделать подвижными не 1-ю и 5-ю оси, а 2-ю и 5-ю. При вписывании в кривые паровоз направляется первой осью, действующей на большом плече, исключая необходимость в возвращающих приспособлениях. Эту комбинацию подвижных и неподвижных осей называли «принципом Лопушинского».
Так благодаря В. И. Лопушинскому паровоз 0-5-0 приобрел свои важнейшие черты — простоту, присущую паровозам 0-4-0, легкость хода и плавное вписывание в кривые, присущее паровозам Гельсдорфа.
Совещание постановило проект одобрить, поднять ось котла до 3000 мм и предложение Лопушинского учесть.
Таким образом, комиссией было принято решение рассматривать только основной проект, заказанный Владикавказской железной дорогой — проект Лопушинского. Председатель комиссии Н. Л. Щукин и ряд членов комиссии пытались противопоставить паровозу 0-5-0 паровоз типа 1-4-0, однако их доводы были признаны несостоятельными. Проект паровоза, пройдя комиссию, в феврале 1911 года поступил на рассмотрение Инженерного совета министерства. Здесь проект паровоза также подвергался критике, но, тем не менее, был утверждён с учётом поправок «щукинской комиссии».
Рабочий проект паровоза для Владикавказской железной дороги был утверждён 29 октября 1911 года.
Представляя решение на утверждение министру, Н. Л. Щукин снабдил его характерной запиской, где настаивал на заказе для казённых дорог паровозов серии Щ. Профессор Н. И. Карташов, анализируя деятельность МПС, писал в 1937 году, подразумевая под «инженерным советом» как сам Инженерный совет, так и Комиссию подвижного состава и тяги: 

Вообще в области паровозостроения министерство путей сообщения было всегда тормозящим началом, не исключая и Инженерного совета (под председательством Н. Л. Щукина). Вся история паровозостроения была историей непрекращающейся борьбы живых сил с министерством и его Инженерным советом.— Н. И. Карташов. История развития конструкции паровоза. .
 То есть, благодаря влиянию Н. Л. Щукина, паровоз 0-5−0 вначале вообще не был предназначен для использования на казённых дорогах.

## Производство и эксплуатация

### Паровозы серии Э типа Владикавказской железной дороги
Основными особенностями конструкции паровоза 0-5−0 становились:
- пароперегреватель;
- двухцилиндровая машина однократного расширения;
- вынос топки за пределы рамы;
- максимально возможная простота.

Такие принципы конструирования, заложенные в паровозах того времени — товарном 0-5-0 и пассажирском 1-3-1 серии С, оказались основополагающими для российского и советского паровозостроения на многие годы вперед.
В соответствии с введенным в 1912 году централизованным обозначением локомотивов, новому паровозу была присвоена первая из оставшихся неиспользованными букв русского алфавита. Паровозы 0-5-0 получили серию Э.
В 1912 году Луганский паровозостроительный завод выпустил первые 15 паровозов, заказанные Владикавказской дорогой. Они получили номера с № 901 по 915 (чертёж общего вида № 6606).
Во второй половине 1913 года было выпущено ещё 15 паровозов серии Э 916÷Э 930 (чертёж общего вида № 6606).
Все паровозы постройки 1912—1913 гг. были сразу приспособлены заводом для нефтяного отопления и отправлены на Владикавказскую дорогу без тендеров. В месте назначения эти паровозы были снабжены унифицированными 4-осными тендерами конструктивного типа Владикавказской железной дороги. В период 1915—1918 гг. все паровозы были снабжены унифицированными 4-осными тендерами конструктивного типа Путиловского завода, которые применялись на всех паровозах серии Э последующих выпусков, включая паровозы серии ЭУ и ЭМ первых выпусков, а также для паровозов серий О, Щ и С.
Значительная часть этих паровозов была приписана к депо Минеральные Воды. Паровозы показали хорошие эксплуатационные качества. Откомандированный на Владикавказскую железную дорогу начальник тяги строящейся частной Северо-Донецкой железной дороги инженер Е. И. Мокршицкий наблюдая за эксплуатацией паровозов серии Э, сделал заключение о том, что они являются «недоцилиндренными». По инициативе Е. И. Мокршицкого, вопрос об увеличении диаметра цилиндров обсуждался неоднократно и был разрешён комиссией подвижного состава и тяги 13 августа 1913 года, признавшей возможным увеличить диаметр цилиндров с 600 мм до 630 мм для паровозов Э заказанных к постройке Северо-Донецкой железной дороги, при том что эта дорога просила увеличить диаметр цилиндров до 640 мм.
В 1914 году всем паровозам Э типа Владикавказской дороги был присвоен дополнительный отличительный буквенный индекс «Л1» (ЭЛ1 901 ÷ ЭЛ1 930), для того что бы в системе МПС отличать их от паровозов серии Э последующих выпусков.
В дальнейшем, в процессе эксплуатации, при выполнении капитального ремонта, все паровозы ЭЛ1 901 ÷ ЭЛ1 930 подверглись реконструкции: замена цилиндров диаметром 600 мм на цилиндры диаметром 650 мм; замена котлов с увеличением площади колосниковой решётки до 4,46 м²; замена тендеров на унифицированные «тип Путиловского завода». После реконструкции все переделанные паровозы Владикавказской железной дороги в системе МПС получили обозначение серии Э.

### Паровозы серии Э типа Северо-Донецкой железной дороги (тип 1914 года)
В январе-апреле 1914 года, Луганский завод построил 28 паровозов серии Э 601 ÷ Э 628 (чертёж общего вида № 9201), для частной — «углевозной» — Северо-Донецкой железной дороги. По сравнению с первыми паровозами Э Владикавказской железной дороги, эти паровозы по требованию дороги-заказчика были приспособлены для угольного отопления и имели следующие основные конструктивные отличия: диаметр цилиндров увеличен с 600 до 630 мм; унифицирована конструкция 1-й и 5-й, 2-й и 4-й движущих колёсных пар; изменены количество и конструктивное исполнение песочных бункеров, расположенных на боковых площадках вдоль котла — вместо четырёх смежных бункеров, с каждой стороны установлены по два разнесенных песочных бункера; 4-осный тендер унифицированного конструктивного типа (проект Путиловского завода), по инициативе дороги — заказчика, впервые в практике русского паровозостроения, был дооборудован металлической контр-будкой.

#### Паровозы серии Э типа Северо-Донецкой железной дороги («усиленный вариант 1914 года»)
К ноябрю 1914 года Луганский завод по заказу Северо-Донецкой железной дороги построил первые 8 единиц паровозов серии: Э 629 ÷ Э 636 (чертёж общего вида № 9555) — «усиленный вариант 1914 года», а, к декабрю 1914 года, ещё 89 единиц: Э 637 ÷ Э 653 (чертёж общего вида № 9555).
К концу 1914 года опыт эксплуатации на Северо-Донецкой железной дороге паровозов серии ЭЛ2 629 ÷ ЭЛ2 653 (чертёж общего вида № 9555), имеющих котёл усиленного типа с более высокими техническими параметрами, показал, что для этих паровозов диаметр цилиндров 630 мм ограничивает силу тяги. В этой связи было принято решение увеличить диаметр цилиндров с 630 до 650 мм.
С конца 1914 года, в качестве эксперимента, по государственному заказу Луганский завод построил (в соответствии с чертежом общего вида № 9555) 8 единиц паровозов серии Э, для казённых железных дорог: Э 1301 ÷ Э 1304 для Южных железных дорог; Э 7001 ÷ Э 7004 — для Екатерининской железной дороги.
Первоначально в системе МПС все паровозы серии Э, строящиеся по заказу частной Сев. Дон. железной дороги, именовались «паровозами Э типа Северо-Донецкой дороги», а с 1915 года — «паровозами Э типа 1914 года», с присвоением всем этим паровозам отличительного буквенно-цифрового индекса «л2»: ЭЛ2 601 ÷ ЭЛ2 653.
В 1915 году, паровоз ЭЛ2 632 прошёл тщательные тягово-теплотехнические испытания на Северо-Донецкой железной дороге.
Впоследствии при выполнении капитальных ремонтов на всех паровозах серии ЭЛ2 601 ÷ ЭЛ2 653 установлены цилиндры диаметром 650 мм, при этом отличительный индекс «л2» упразднён.

### Паровозы серии Э типа Рязано-Уральской железной дороги (вариант 1914 г.)
С конца 1914 года по заказу частной Рязано-Уральской железной дороги Луганский завод построил по изменённым чертежам (чертёж общего вида № 6606) 20 единиц паровозов серии Э 1101 ÷ Э1120.

### Паровозы серии Э типа 1915 года, заказа казённых железных дорог
К лету 1914 года накопленный опыт эксплуатации паровозов серии Э на Владикавказской и Северо-Донецкой дорогах показал их абсолютное превосходство над паровозами серии Щ. В этой связи в августе 1914 года инженерный совет МПС, обсуждая вопрос о заказе новых паровозов для казённых железных дорог по предложению профессора Ю. В. Ломоносова рекомендовал прекратить дальнейший выпуск паровозов серии Щ и строить для казённых дорог как основной тип паровозы серии Э.
20 сентября 1914 года были утверждены технические параметры для паровозов серии Э заказа казённых железных дорог, которые, по сравнению с паровозами предшествующих выпусков ЭЛ1 и ЭЛ2, предусматривали их усиление и модернизацию. Переработку рабочего проекта осуществил Луганский завод. В соответствии с чертежом общего вида № 9555 были, в частности, внесены следующие конструктивные изменения:
- цилиндрическая часть котла образована из трёх телескопических барабанов (вместо двух);
- опоры топки котла выполнены гибкими, образованными двумя вертикальными стальными листами (вместо боковых скользящих опор);
- на лобовом листе топки, в будке машиниста, установлены два вертикальных инжектора Фридмана класса RS-11 с сеткой;
- в системе выхлопа применён вытяжной конус переменного сечения;
- в системе парораспределения машины применены байпасы Зяблова (вместо паровоздушных клапанов Лопушинского и Алёшникова);
- бункер песочницы, первоначально прямоугольной, а впоследствии — цилиндрической формы, с воздушным приводом системы Брюгемана, установлен сверху на 2-м барабане котла (вместо песочных бункеров с ручным приводом, располагавшихся на боковых площадках, вдоль котла);
- для питания локомотивной и поездной тормозной систем на правой площадке котла, в районе топки, установлен вертикальный паровоздушный насос системы «тандем».

С конца 1914 года принято решение увеличить диаметр цилиндров с 630 мм до 650 мм.
В декабре 1915 года Луганский завод для частных и казённых железных дорог начал строить паровозы серии Э в соответствии с чертежом общего вида № 9555А, с цилиндрами диаметром 650 мм. Эти паровозы получили наименование «вариант 1915 г.». Первым был построен паровоз Э 7021 для Екатерининской железной дороги. С паровоза Э 654, построенного в 1915 году по заказу частной Северо-Донецкой железной дороги впервые начали устанавливать песочницы системы Брюгемана. Паровозы серии Э «вариант 1915 г.» оборудовались инжекторами различных систем: Фридмана «класс RS-11»; Зяблова и Башкина «класс 11». Паровозы Э, строящиеся по заказу частной Юго-Восточной железной дороги, оборудовались в системе парораспределения, вместо байпасов Зяблова — паровоздушными клапанами системы Лопушинского и Алёшникова, применявшимися на первых парозах серии Э. Часть паровозов серии Э, заказанных для казённых железных дорог, была оборудована элементами пароперегревателя уменьшенного диаметра труб: с 29/36 мм до 27/34 мм, как следствие, была снижена до 49,7 м² площадь поверхности перегрева. Тендеры для паровозов Э «варианта 1915 года», за исключением заказанных Северо-Донецкой железной дорогой, в основном выпускались без контрбудок.
С 1915 года по рабочим чертежам Луганского завода паровозы серии Э начали строить Сормовский и Харьковский, а с 1916 года — Коломенский и Брянский заводы. Освоение производства паровозов серии Э на этих заводах сопровождалось технологическим переоснащением и прекращением постройки паровозов серии Щ. С учётом местных особенностей производства, в конструкцию выпускаемых паровозов серии Э вносились несущественные конструктивные изменения, направленные на снижение себестоимости, что привело к незначительным индивидуальным внешним конструктивным отличительным признакам паровозов серии Э постройки различных заводов. Наибольшее количество изменений в исходный рабочий проект Луганского завода внёс Харьковский завод (ХПЗ), что даже явилось основанием для введения, на уровне МПС, для паровозов постройки ХПЗ отличительного нижнего буквенного индекса: Эх.
Всего за период с 1912 по 1916 гг. Луганский, Сормовский, Харьковский, Коломенский и Брянский заводы построили 1528 паровозов серии Э.

### Паровозы серии Э «облегчённого типа»
В 1916 году Луганский завод по заказу Акционерного Общества Тавризской железной дороги (правление в С. Петербурге) для линии Джульфа-Тавриз, с веткой к озеру Урмия в Персии, разработал облегчённый вариант паровоза серии Э (чертёж общего вида № 10400). Снижение нагрузки на рельсы достигалось за счёт уменьшения толщины листов: кожуха топки (с 17 до 15 мм); ухватного листа топки (с 19 до 18 мм); листов цилиндрической части котла (с 16,5 до 15,5 мм); боковых полотнищ главной рамы (с 32 до 30 мм). Кроме того, уменьшена толщина бандажей движущих колёс (с 75 до 65 мм). Всего Луганский завод построил 8 паровозов Э «облегчённого типа», некоторые из них, после Октябрьской революции работали на Закавказской железной дороге.

### Паровозы серии Э военного заказа («тип 1917 г»).
По условиям военного времени в конструкцию паровоза Э «правительственного заказа» (тип 1915 года) ведущий Луганский завод внёс изменения, в основном связанные с заменой цветных металлов сталью. Начиная с паровоза Э 648, построенного в 1916 году, для Северо-Донецкой железной дороги, в конструкцию котла были внесены следующие изменения: вместо медной топки и топочных связей впервые изготовлена топка Бельпер и её связи из котельной стали, что привело к уменьшению массы деталей, образующих топку, с 2,8 до 1,5 тонн, а связей с 0,8 до 0,6 тонн; одновременно было изменено количество дымогарных и жаровых труб в цилиндрической части котла. Эти изменения отражены в альбоме чертежей, изданном в 1917 году.
Фактически, период освоения производства паровозов серии Э «тип 1917 г.» на русских, а затем и советских заводах, продолжающих по инерции достройку из имеющегося задела паровозов Э «тип 1915 г.», оказался весьма продолжительным и неравномерным. Такая ситуация сложилась под влиянием неблагоприятных факторов 1-й Мировой войны, революционных событий и последующей Гражданской войны в границах Российской Империи.
В 1916 году Луганский завод приступил к постройке паровозов серии Э (тип 1917 г.) для Северо-Донецкой (начиная с паровоза Э 648) и для Рязано-Уральской (с паровоза Э 1127) дорог.
В 1917 году Харьковский завод начал выпускать паровозы Э (тип 1917 г.) для Юго-Восточной железной дороги (с паровоза Э 2461), а затем и для других дорог.
В 1918 году Сормовский завод с паровоза Э 151 начал выпускать паровозы серии Э (тип 1917 г.) для Московско-Курской, Нижегородской и Муромской железных дорог, а затем и для других дорог.
В 1918 году Брянский завод, начиная с паровозов Э 1001÷1035, стал выпускать паровозы серии Э, весьма близкие по конструкции к Э (тип 1917 г.) для Московско-Киево-Воронежской железной дороги. Эти паровозы снабжались 3-х осными тендерами и в системе парораспределения имели паровоздушные клапаны Лопушинского и Алёшникова и круглые золотники Брунзеля.
В 1920 году Советское правительство заказало на заводах Германии и Швеции, соответственно, 700 и 500 единиц паровозов типа 0-5-0, постройка которых должна была осуществляться в соответствии с альбомом чертежей паровоза серии Э (тип 1917 г.). Эти паровозы получили обозначение серии, соответственно, ЭГ и ЭШ.
В 1924 году Коломенский завод начал выпуск паровозов серии Э (тип 1917 г.)

#### Паровозы серии Э, постройки 1912—1917 гг
| Год выпуска         | Завод   | чертёж общ. вида | Вариант                             | Количество ед. | Серия и № МПС            | Дорога-назначения  |
| ------------------- | ------- | ---------------- | ----------------------------------- | -------------- | ------------------------ | ------------------ |
| 1912                | ЛПЗ     | № 6606           | «тип Влк. ж. д.»                    | 15             | ЭЛ1 901÷915              | Влк. ж. д.         |
| 1913 (2-е полугод.) | ЛПЗ     | № 6606           | «тип Влк. ж. д.»                    | 15             | ЭЛ1 916÷930              | Влк. ж. д.         |
| 1914 (янв.апр.)     | ЛПЗ     | № 9201           | «тип Сев. Дон. ж. д.» (тип 1914 г.) | 28             | ЭЛ2 601÷628              | Сев. Дон. ж. д.    |
| 1914 (к ноябрю)     | ЛПЗ     | № 9555           | «усил. тип 1914 г.»                 | 8              | ЭЛ2 629÷636              | Сев. Дон. ж. д.    |
| 1914 (к декабрю)    | ЛПЗ     | № 9555           | «усил. тип 1914 г.»                 | 89             | ЭЛ2 637÷653              | Сев. Дон. ж. д.    |
| 1914 (с конца)      | ЛПЗ     | № 6606           | «усил. тип 1914 г.»                 | 20             | Э 1101÷1120              | Ряз. Ур. ж. д.     |
| 1914 (с конца)      | ЛПЗ     | № 9555           | «усил. тип 1914 г.»                 | 4              | Э 1301÷1304              | Южные ж. д.        |
| 1914 (с конца)      | ЛПЗ     | № 9555           | «усил. тип 1914 г.»                 | 4              | Э 7001÷7004              | Екатерин. ж. д.    |
| 1915                | ЛПЗ     | …                | …                                   | 6              | Э 1121÷1126              | Ряз. Ур. ж. д.     |
| 1915                | ЛПЗ     | …                | …                                   | 45             | Э 931÷975                | Влк. ж. д.         |
| 1915                | ЛПЗ     | …                | …                                   | 60             | Э 2401÷2460              | Юго-Вост. ж. д.    |
| 1915                | ЛПЗ     | № 9555           | …                                   | 15             | Э 654÷668                | Сев-Дон. ж. д.     |
| 1915                | ЛПЗ     | № 9555А          | «тип 1915 г.» (с паровоза Э 7021)   | 20             | Э 7005÷7024              | Екатерин. ж. д.    |
| 1915                | СормПЗ  | …                | …                                   | 15             | Э 3001÷3010; Э 3013÷3017 | Юго-Зап. ж. д.     |
| 1915                | ХПЗ     | …                | …                                   | 6              | Э 7601÷Э 7606            | Екатерин. ж. д.    |
| 1916                | ЛПЗ     | …                | …                                   | 76             | Э 7025÷7100              | Екатерин. ж. д.    |
| 1916                | ЛПЗ     | …                | …                                   | 15             | Э 669÷683                | Сев-Дон. ж. д.     |
| 1916                | ЛПЗ     | № 10400          | «облегчённый тип»                   | 8              | Э 201÷208                | Тавризская. ж. д.  |
| 1916                | ЛПЗ     | …                | «тип 1917 г.» (с паровоза Э 1127)   | 25             | Э 1127÷1151              | Ряз. Ур. ж. д.     |
| 1916                | ЛПЗ     | …                | «тип 1915 г.»                       | 20             | Э 1305÷1309; Э 1335÷1349 | Южные. ж. д.       |
| 1916                | СормПЗ  | …                | …                                   | 25             | Э 3011÷3012; Э 3018÷3040 | Юго-Зап. ж. д.     |
| 1916                | СормПЗ  | …                | …                                   | 22             | Э 8001÷8022              | Екатерин. ж. д.    |
| 1916                | ХПЗ     | …                | …                                   | 104            | Э 7607÷7710              | Екатерин. ж. д.    |
| 1916                | ХПЗ     | …                | …                                   | 15             | Э 1310÷1324              | Южные. ж. д.       |
| 1916                | КМЗ     | …                | «тип 184»                           | 15             | Э 7801÷7815              | Екатерин. ж. д.    |
| 1916                | БПЗ     | …                | …                                   | 11             | Э 7201÷7211              | Екатерин. ж. д.    |
| 1917                | ЛПЗ     | …                | …                                   | 38             | Э 1350÷1379; Э 1400÷1407 | Южные. ж. д.       |
| 1917                | ЛПЗ     | …                | …                                   | 25             | Э 684÷708                | Сев-Дон. ж. д.     |
| 1917                | ЛПЗ     | …                | …                                   | 6              | Э 7101÷7106              | Екатерин. ж. д.    |
| 1917                | ЛПЗ     | …                | …                                   | 35             | Э 1152÷1186              | Ряз. Ур. ж. д.     |
| 1917                | ХПЗ     | …                | …                                   | 30             | Э 1325÷1334; Э 1408÷1427 | Южные. ж. д.       |
| 1917                | ХПЗ     | …                | «тип 1917 г.» (с паровоза Э 2461)   | 40             | Э 2461÷2500              | Юго-Вост. ж. д.    |
| 1917                | ХПЗ     | …                | …                                   | 22             | Э 20÷41                  | Токмакская. ж. д.  |
| 1917                | ХПЗ     | …                | …                                   | 17             | Э 51÷67                  | М. К. Н.и М. ж. д. |
| 1917                | КМЗ     | …                | «тип 184»                           | 20             | Э 1380÷1399              | Южные. ж. д.       |
| 1917                | БПЗ     | …                | …                                   | 9              | Э 7212÷7220              | Екатерин. ж. д.    |
| 1917                | БПЗ     | …                | …                                   | 14             | Э 1443÷1456              | Южные. ж. д.       |
| 1917                | Невский | …                | …                                   | 23             | Э 1÷23                   | М. К. Н.и М. ж. д. |

Примечания:
- ЛПЗ; СПЗ; ХПЗ; КМЗ; БПЗ; Невский — соответственно: Луганский; Сормовский; Харьковский; Коломенский; Брянский и Невский заводы.
- М. К. Н. и М. ж. д. — Московско-Курская, Нижегородская и Муромская ж. д.
- Таблица составлена по данным, содержащимся в [4].
- С 1912 по 1916 гг., Луганский, Сормовский, Харьковский, Коломенский и Брянский заводы всего построили 1528 ед. паровозов серии Э.

### Паровозы Эги Эш
Эти паровозы строились, соответственно, на заводах Германии и Швеции с 1920 года по проекту типа 1917 года. Было построено, соответственно, 700 немецких и 500 шведских машин. Все паровозы строились по русским стандартам с применением калибров, привезенных с русских заводов. С целью контроля качества и взаимозаменяемости деталей, сделанных разными заводами, паровоз № 5616 был собран из деталей разного производства — немецких и шведского заводов. После сборки № 5616 успешно эксплуатировался.
Передачей заказов на зарубежные заводы занималась специальная Российская железнодорожная миссия под председательством проф. Ю. В. Ломоносова. По прямому указанию В. И. Ленина передан заказ на постройку тепловозов ЭЭЛ2 и ЭМХ3 — соответственно, заводам Эсслинген и Гогенцоллерн.

## Сохранившиеся экземпляры серии Э
Тип Э был массовым паровозом, и значительное количество произведённых локомотивов сохранилось как в рабочем состоянии в железнодорожных музеях, так и в виде неходовых памятников и экспонатов.

## Паровозы Э в культуре

### На почтовых марках

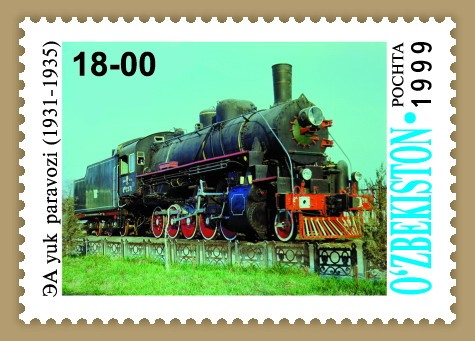
ЭА на узбекистанской почтовой марке

## Статьи и публикации
- Работящий «Эшак» // Техника-молодёжи : журнал. — 1974. — № 3. — С. 49.